# Rush Replay X 3
Rush Replay X 3 è un cofanetto, pubblicato il 13 giugno 2006, che include 3 video concerto in versione DVD della rock band canadese Rush già distribuiti in precedenza esclusivamente come VHS e laserdisc: Exit...Stage Left, derivato dal concerto tenutosi presso il The Forum di Montréal (Canada) il 27 marzo 1981; Grace Under Pressure Tour catturato durante la data del 21 settembre 1984 al Maple Leaf Gardens di Toronto (Canada); e A Show of Hands, derivato dalle date del 21, 23, 24 aprile 1988 di Birmingham (Regno Unito).
Rush Replay X 3 è stato certificato due volte platino il 27 settembre 2006 dalla RIAA.
Ogni video concerto presente nel cofanetto è stato remixato in versione 5.1 surround, con la collaborazione del chitarrista della band Alex Lifeson. Il cofanetto include inoltre un CD inedito contenente la trasposizione audio del video concerto del 1984, Grace Under Pressure Tour, dall'omonimo titolo.

## Tracce

### Disco 1

#### Exit...Stage Left
1. Limelight
2. Tom Sawyer
3. The Trees
4. Xanadu
5. Red Barchetta
6. Freewill
7. Closer to the Heart
8. By-Tor and the Snow Dog
9. In the End
10. In the Mood
11. 2112 (Grand Finale)

### Disco 2

#### Grace Under Pressure Tour
1. The Spirit of Radio
2. The Enemy Within
3. The Weapon
4. Witch Hunt
5. New World Man
6. Distant Early Warning
7. Red Sector A
8. Closer to the Heart
9. YYZ
10. 2112 (The Temples Of Syrinx)
11. Tom Sawyer
12. Vital Signs
13. Finding My Way
14. In The Mood

l'omonimo CD audio presente nel cofanetto include le stesse tracce.

### Disco 3

#### A Show of Hands
1. Intro - The Big Money
2. Marathon
3. Turn the Page
4. Prime Mover
5. Manhattan Project
6. Closer to the Heart
7. Red Sector A
8. Force Ten
9. Mission
10. Territories
11. YYZ
12. The Rhythm Method
13. The Spirit of Radio
14. Tom Sawyer
15. 2112 (Overture, The Temples of Syrinx)
16. La Villa Strangiato
17. In The Mood

## Formazione
- Geddy Lee: basso, voce, sintetizzatori
- Alex Lifeson: chitarre, sintetizzatori, voce secondaria
- Neil Peart: batteria acustica ed elettronica